# Malý Přívrat
Vesnice Malý Přívrat je základní sídelní jednotkou obce Přívrat v okrese Ústí nad Orlicí a tvoří její část vzdálenou asi 300 m severozápadním směrem. V minulosti zde byla samota nazývaná někdy Malý Přívrat a vlastní ves Přívrat byla označována jako Velký Přívrat. V roce 2019 se zde nalézá celkem 16 domů s číslem popisným a asi 8 chat s evidenčními čísly.

## Galerie

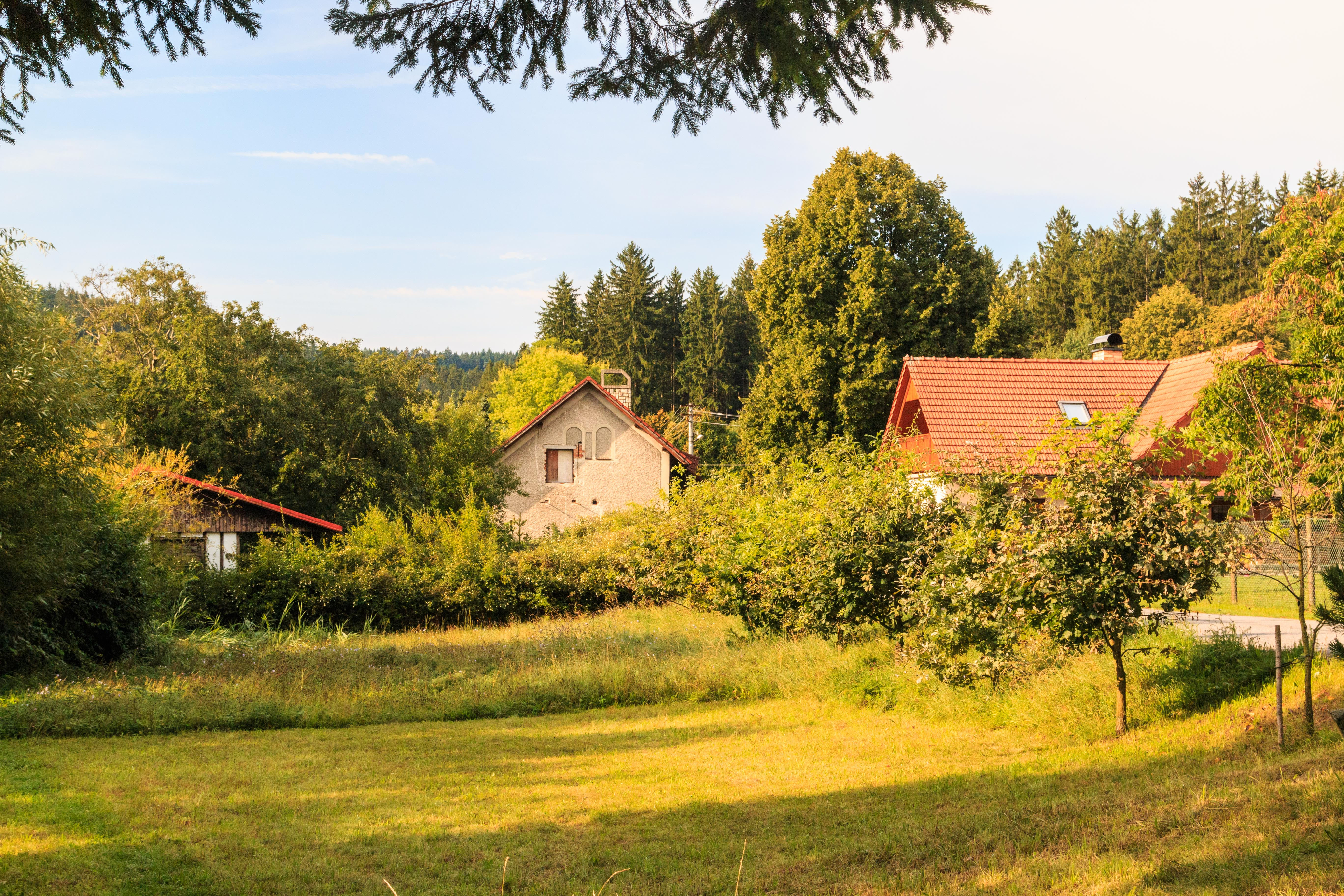
Malý Přívrat - dům čp. 75
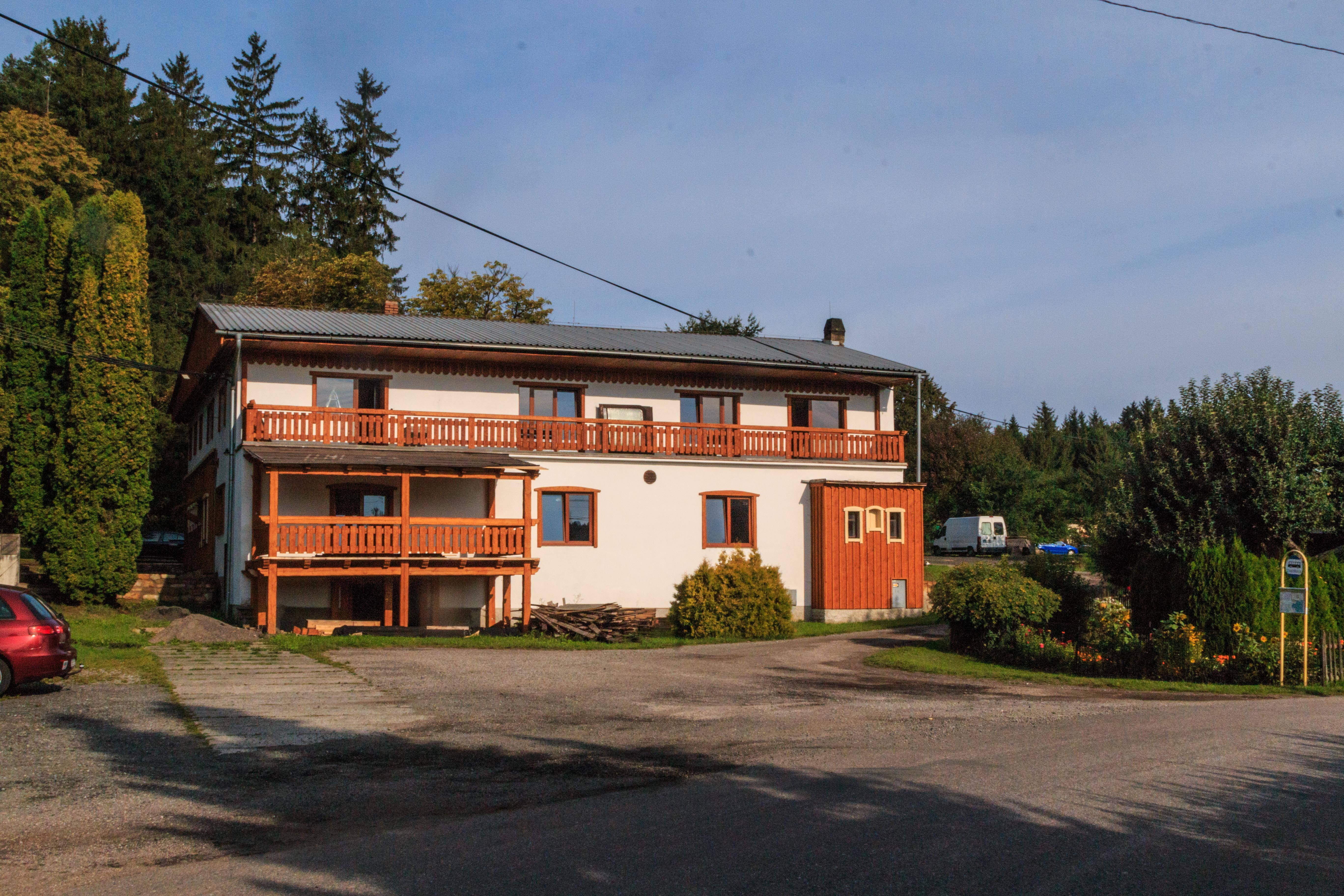
Malý Přívrat - dům čp. 77
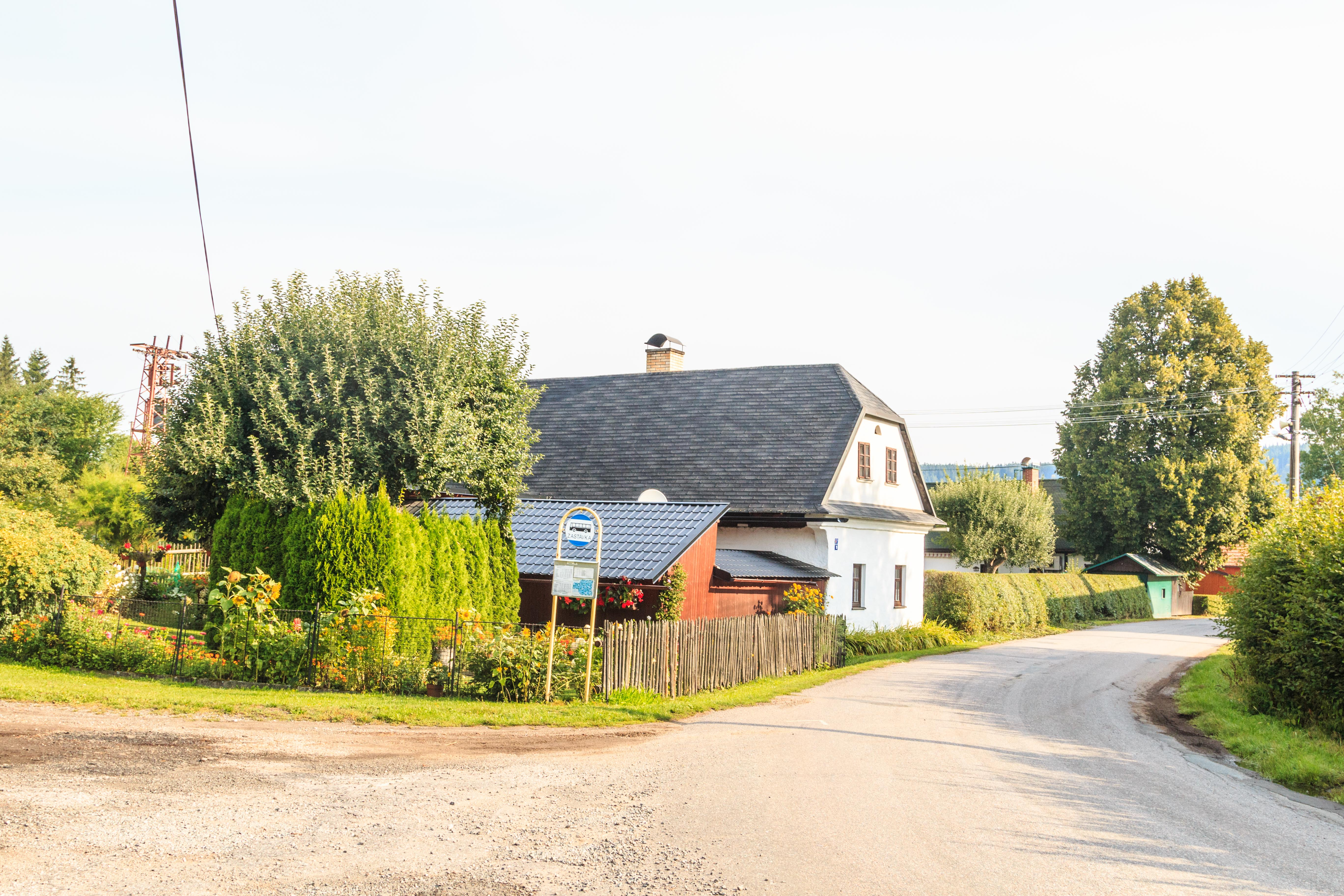
Malý Přívrat - dům čp. 91
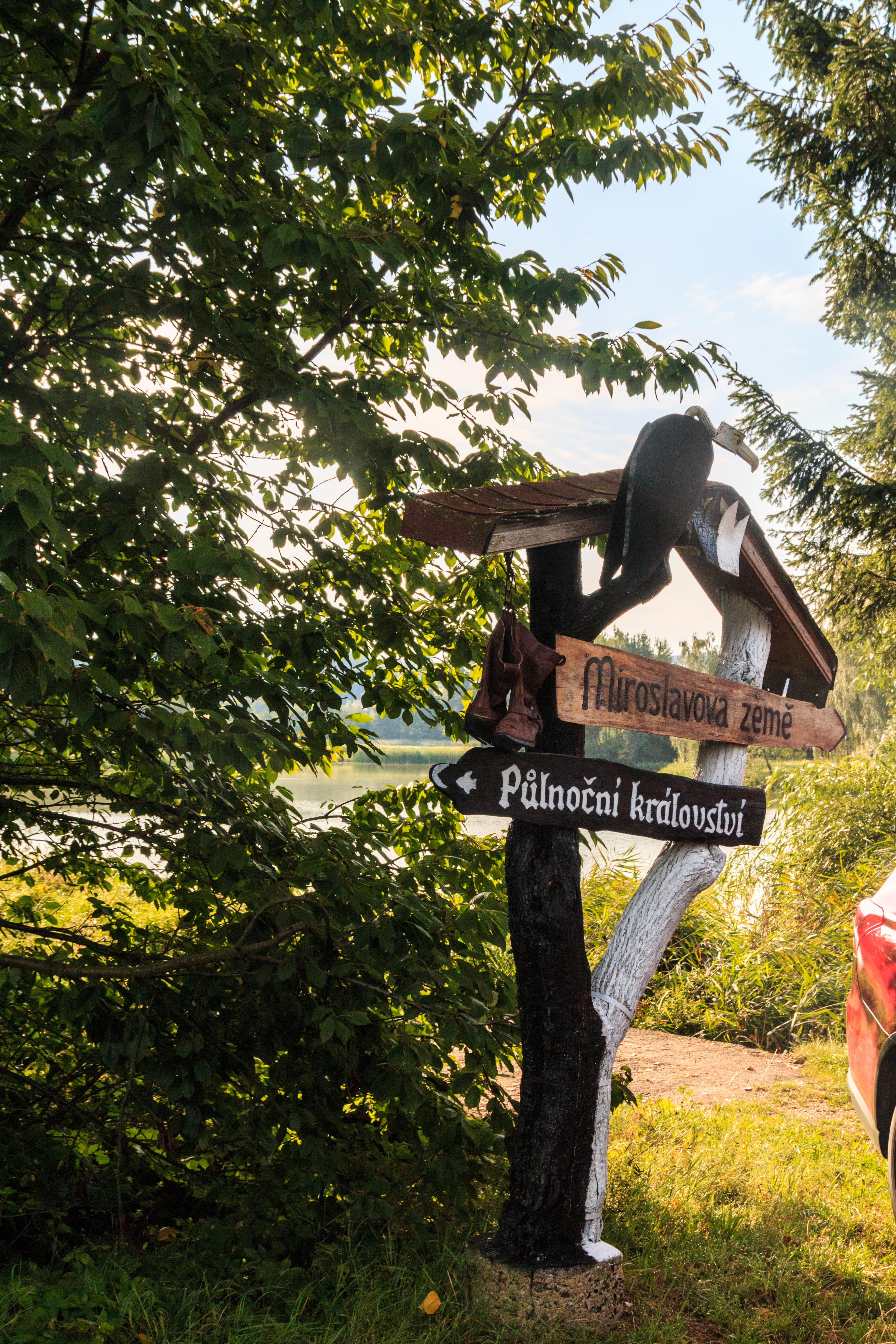
Malý Přívrat - Rozcestník do Miroslavovy země